# Првенство Југославије у друмском бициклизму
Првенство Југославије у друмском бициклизму је некадашње државно првенство које се организовало сваке године све до распада Савезне Републике Југославије. Ово првенство је имало дугу традицију одржавања, од 21. септембра 1919. када је одвежена прва трка првенства дужине 190 километара на релацији Цеље-Загреб. Година дана касније 20. маја 1920 у Загребу основан је Југословенски котурашки савез који је организовао ова првенства у Краљевини Срба, Хрвата и Словенаца до 1930. година, а затим до 1941. године у Краљевина Југославији. Након Другог светског рата 1948. године обновљен је предратни савез под новим именом, "Бициклистички савез Југославије" који је организовао ово првенство све до распада СФРЈ и СРЈ, када су га наследила државна првенства некадашњих република.

- Првенство Србије у друмском бициклизму
- Првенство Словеније у друмском бициклизму
- Првенство Хрватске у друмском бициклизму
- Првенство Црне Горе у друмском бициклизму
- Првенство Македоније у друмском бициклизму
- Првенство Босне и Херцеговине у друмском бициклизму

Првенство је организовано у више категорија:
- Млађи кадети
- Кадети
- Јуниори
- Жене
- Такмичари млађи од 23 године
- Сениори

У две дисциплине:
- Државно првенство Југославије у друмској вожњи
- Државно првенство Југославије у вожњи на хронометар

## Списак победника
У појединачној конкуренцији најуспешнији је био Бојан Ропрет, члан БК Сава из Крања који је однео 17 титула државног првака. Следили су: Саиди Папеж - члан Крке из Новог Места са 9 победа, Владо Фумић, члан БК Загреб - Металокомерц, Марјан Лечек из Олимпије Љубљана и Плешко Е. члан БК Астра -Љубљана са по 7 шампионских титула. По 6 победа изборили су Цвјетко Билић - Сипорекс Пула, Танасије Куваља и Веселин Петровић из Партизана - Београд, Милан Поредски из загребачког Јединства и Кахлина Зденко из Металокомерца - Загреб.
Највише титула државног првака - 64 отишло је у Љубљану, 38 су однели бициклисти из Загреба, 11 из Крања, 27 Београђани, 16 Пуљани, 12 из Новог Места, 5 из Новог Сада, 4 из Марибора и по 1 такмичар из Копра, Скопља, Сплита, Кобарида, Сарајева и Соче.

## Првенство Југославије у друмском бициклизму

### Мушкарци појединачно
| Година | Победник           | Другопласирани   | Трећепласирани    | Напомене         |
| ------ | ------------------ | ---------------- | ----------------- | ---------------- |
| 1919   | Јосип Павлија      | К. Шоштарко      | Милан Менига      |                  |
| 1920   | Јосип Павлија      | Албин Шишковић   | Јосип Шолар       |                  |
| 1921   | Јосип Павлија      | Коломан Совић    | К. Шоштарко       |                  |
| 1922   | Ђуро Ђукановић     | Јосип Павлија    | К. Шоштарко       |                  |
| 1923   | Ђуро Ђукановић     | Јосип Павлија    | К. Шоштарко       |                  |
| 1924   | Ђуро Ђукановић     | Милан Турбан     | Ј. Осречки        |                  |
| 1925   | Јосип Шолар        | Антун Банек      | Иван Крањц        |                  |
| 1926   | Антун Банек        | Л. Коржинек      | Иван Крањц        |                  |
| 1927   | Антун Банек        | Јосип Косматин   | Иван Крањц        | 4 трке на бодове |
| 1928   | Антун Банек        | Стеван Љубић     | С. Србљановић     | 2 трке на бодове |
| 1929   | С. Штурман         | И. Вранаринчић   | Д. Ердељи         |                  |
| 1930   | Стјепан Гргац      | Драго Ивковић    | М. Микец          |                  |
| 1931   | Драго Ивковић      | Јосип Јагер      | Јосип Облак       |                  |
| 1932   | Стјепан Гргац      | Драго Ивковић    | М. Микец          |                  |
| 1933   | Стјепан Гргац      | Стеван Љубић     | Франц Гартнер     |                  |
| 1934   | Р. Фикет           | Јосип Облак      | Бруно Фанингер    |                  |
| 1935   | Бруно Фанингер     | Драго Давидовић  | Стјепан Гргац     |                  |
| 1936   | Аугуст Просеник    | А. Шимуновић     | Франц Гартнер     |                  |
| 1937   | Аугуст Просеник    | Стјепан Гргац    | Стеван Љубић      |                  |
| 1938   | Јосип Покупец      | Франц Абулнар    | К. Савник         |                  |
| 1939   | Стјепан Гргац      | Аугуст Просеник  | Јосип Покупец     | хронометар       |
| 1940   | Аугуст Просеник    | Драго Давидовић  | Никола Пенчев     |                  |
| 1946   | Милан Поредски     | С. Томин         | А. Хорватек       |                  |
| 1947   | Александар Зорић   | Антон Страин     | Ј. Трифуновић     |                  |
| 1948   | Милан Поредски     | Ј. Павлик        | Александар Зорић  |                  |
| 1949   | Антон Страин       | Милан Поредски   | Јосип Шолман      |                  |
| 1950   | Емил Осречки       | З. Бат           | Милан Поредски    |                  |
| 1951   | Фрањо Варга        | Веселин Петровић | Ј. Лулик          |                  |
| 1952   | Милан Поредски     | Веселин Петровић | М. Грајзер        |                  |
| 1953   | Веселин Петровић   | Бранко Бат       | Оресте Брајник    |                  |
| 1954   | Силверио Деласанто | Ј. Бајло         | А. Кулевски       |                  |
| 1955   | Мирослав Јешић     | Ј. Бајло         | Д. Југо           | 3 трке на бодове |
| 1956   | Веселин Петровић   | Невио Валчић     | Јанез Жировник    | 3 трке на бодове |
| 1957   | Невио Валчић       | Иван Левачић     | Веселин Петровић  | 2 трке на бодове |
| 1958   | Невио Валчић       | Т. Миленковић    | Јанез Жировник    | 3 трке на бодове |
| 1959   | Невио Валчић       | Веселин Петровић | Иван Левачић      | 3 трке на бодове |
| 1960   | Јанез Жировник     | Иван Левачић     | Гаврило Вукојевић | 3 трке на бодове |
| 1961   | Јанез Жировник     | Јоже Шебеник     | Невио Валчић      | 3 трке на бодове |
| 1962   | Јоже Шебеник       | Шиме Бајло       | Павел Жидан       | 3 трке на бодове |
| 1963   | Шиме Бајло         | Андреј Болтежар  | Јоже Ронер        | 3 трке на бодове |
| 1964   | Руди Валенчић      | Ласло Павлик     | Антон Шпанингер   | 3 трке на бодове |
| 1965   | Ласло Павлик       | Радош Чубрић     | Руди Валенчић     | 3 трке на бодове |
| 1966   | Миливој Поцрња     | Цветко Билић     | Ласло Павлик      |                  |
| 1967   | Руди Валенчић      | Цветко Билић     | Тони Кунавер      |                  |
| 1968   | Франц Хвасти       | Миливој Поцрња   | Франц Шкерљ       |                  |
| 1969   | Танасије Куваља    | Ж. Милосављевић  | Франц Хвасти      |                  |
| 1970   | Тони Кунавер       | Цветко Билић     | Стане Божичник    |                  |
| 1971   | Антун Ремер        | Цветко Билић     | Јоже Валенчић     |                  |
| 1972   | Јанез Закотник     | Руди Валенчић    | Милован Газдић    |                  |
| 1973   | Павел Кершић       | Драго Фрелих     | Тони Кунавер      |                  |
| 1974   | Јанез Закотник     | Зденко Кахлина   | Јоже Валенчић     |                  |
| 1975   | Јоже Валенчић      | Бранко Бедековић | Танасије Куваља   |                  |
| 1976   | Мирко Ракуш        | Јанез Закотник   | Павел Кершић      |                  |
| 1977   | Мирко Ракуш        | Бојан Ропрет     | Хорват            |                  |

### Мушкарци екипно
| Година | Победник           | Другопласирани        | Трећепласирани        | Напомене |
| ------ | ------------------ | --------------------- | --------------------- | -------- |
| 1947   | Србија             | ЈНА                   | Хрватска              |          |
| 1948   | Србија             | Словенија             |                       |          |
| 1949   | Јединство, Загреб  | Полет, Марибор        | Милиционер, Београд   |          |
| 1950   | Партизан I, Beograd | Партизан II, Београд    | Јединство, Загреб     |          |
| 1951   | БСК, Београд       | Пролетер, Копер       | Загреб, Загреб        |          |
| 1952   | Одред, Љубљана     | Партизан, Београд     | Локомотива, Загреб    |          |
| 1953   | Пролетер, Копар    | Партизан, Београд     | Ријека, Ријека        |          |
| 1954   | Пролетер, Копар    | Авала, Београд        | Партизан, Београд     |          |
| 1955   | Партизан, Београд  |                       |                       |          |
| 1956   | Рог, Љубљана       | Партизан, Београд     | Одред, Љубљана        |          |
| 1957   | Рог, Љубљана       | Одред, Љубљана        | Браник Марибор        |          |
| 1958   | Партизан, Београд  | Пула, Пула            | Раднички, Крагујевац  |          |
| 1959   | Рог, Љубљана       | Пула, Пула            | Динамо, Загреб        |          |
| 1960   | Одред, Љубљана     | Карловац, Карловац    | Спорт, Скопље         |          |
| 1961   | Пула, Пула         |                       |                       |          |
| 1962   | Рог, Љубљана       |                       |                       |          |
| 1963   | Браник Марибор     | Одред, Љубљана        | Војводина, Нови Сад   |          |
| 1964   | Одред, Љубљана     | ЈНА                   | Браник Марибор        |          |
| 1965   | Рог, Љубљана       | Сипорекс, Пула        | ЈНА                   |          |
| 1966   | Одред, Љубљана     | Рог, Љубљана          | Сипорекс, Пула        |          |
| 1967   | Рог, Љубљана       | Одред, Љубљана        | Београд, Београд      |          |
| 1968   | Рог, Љубљана       | Одред, Љубљана        | Сипорекс, Пула        |          |
| 1969   | Сипорекс, Пула     | Рог, Љубљана          | Браник Марибор        |          |
| 1970   | Рог, Љубљана       | Сипорекс, Пула        | Одред, Љубљана        |          |
| 1971   | Рог, Љубљана       | Сипорекс, Пула        | Одред, Љубљана        |          |
| 1972   | Рог, Љубљана       | Загреб-Металијакомерц | Сава Крањ             |          |
| 1973   | Сипорекс, Пула     | Рог, Љубљана          | Сава Крањ             |          |
| 1974   | Рог, Љубљана       | Сава Крањ             | Загреб-Металијакомерц |          |
| 1975   | Сава Крањ          | Загреб-Металијакомерц | Астра, Љубљана        |          |
| 1976   | Рог, Љубљана       | Сава Крањ             | Астра, Љубљана        |          |
| 1977   | Сава Крањ          | Загреб-Металијакомерц | Рог, Љубљана          |          |

### Мушкарци хронометар појединачно
| Година | Победник      | Другопласирани  | Трећепласирани             | Напомене |
| ------ | ------------- | --------------- | -------------------------- | -------- |
| 1966   | Цветко Билић  | Франц Шкерљ     | Руди Валенчић Ласло Павлик | 40       |
| 1968   | Ј. Ронер      | Еуген Плешко    | Тони Кунавер               | 40       |
| 1969   | П. Томашић    | Јоже Валенчић   | Цветко Билић               | 50       |
| 1970   | Цветко Билић  | Танасије Куваља | Јанез Закотник             | 40       |
| 1971   | Јоже Валенчић | Јанез Закотник  | Еуген Плешко               | 36,5     |
| 1972   | М. Лечек      | Еуген Плешко    | Танасије Куваља            | 48       |
| 1973   | Цветко Билић  | Јанез Закотник  | М. Шафарић                 | 41,100   |
| 1974   | М. Лечек      | Драго Фрелих    | Јанез Закотник             | 41       |
| 1975   | М. Кракер     | Драго Фрелих    | Јоже Валенчић              | 41,100   |